# Sárga csikó, csengő rajta
A Sárga csikó, csengő rajta kezdetű magyar népdalt Bartók Béla gyűjtötte a Békés vármegyei Vésztőn 1917-ben.
Dallamára énekelhető a 133. zsoltár.

## Feldolgozások
| Szerző                  | Mire                                | Mű                                                                  | Előadás |
| ----------------------- | ----------------------------------- | ------------------------------------------------------------------- | ------- |
| Bárdos Lajos / Avar Pál | három szólamú egynemű kar           | Gazda-dicsérő (Csillog villog az ég alja, Kocsis Péter sarkantyúja) |         |
| Szőnyi Erzsébet         | két szólam, furulya, csengő, kopogó | Sárga csikó                                                         | [ 5 ]   |
| Bartók Béla             | ének, zongora                       | Húsz magyar népdal III. sorozat: vegyes dalok, 3. Párosító (1.)     | [ 6 ]   |
| Bartók Béla             | énekhang, zenekar                   | Öt magyar népdal énekhangra és zenekarra, 3. dal                    | [ 7 ]   |
| Tardos Béla             | zongora                             | Zongoraiskola I., 58. darab                                         | [ 8 ]   |
| Szervánszky Endre       | hegedű, zongora                     | Tíz könnyű hegedű-zongoradarab 6. darab                             |         |
| Gárdonyi Zoltán         | négykezes zongora                   | Bújj, bújj, zöld ág, 13. darab                                      |         |
| Ludvig József           | ének, gitárakkordok                 | Kis kacsa fürdik…, 26. oldal                                        |         |
| Molnár Antal            | zongora                             | Sárga csikó                                                         |         |

## Kotta és dallam
| 1. Sárga csikó, csengő rajta, vajon hová megyünk rajta, huzsedári huzsedom. 2. Majd elmegyünk valahova, Kocsis Róza udvarára, Huzsedári huzsedom. 3. Betekintünk az ablakon, Ki kártyázik az asztalon? Huzsedári huzsedom. 4. Kovács Jani karosszékben, Cigánykártya a kezében, Huzsedári huzsedom. | 5. Kocsis Róza fésülködik, A tükörbe biggyeszkedik. Huzsedári huzsedom. 6. – Ugye, Jani, szép is vagyok, Éppen neked való vagyok? Huzsedári huzsedom. 7. – Szép is vagy te, jó is vagy te, Csak egy kicsit csalfa vagy te. Huzsedári huzsedom. | 8. Kocsis Róza vetett ágya, Pallást éri a párnája. Huzsedári huzsedom. 9. Kovács Jani görbe lába, Nem tud felmászni az ágyra. Huzsedári huzsedom. 10. Majd felmászik a kisszékről, A meszes dézsa füléről. Huzsedári huzsedom. |

A huzsedári huzsedom jelentése ismeretlen.

## Felvételek
- Sárga csikó (gyerekdal, rajzfilm gyerekeknek). YouTube (2013. október 1.)  (Hozzáférés: 2016. március 28.) (videó) Gyerekdalok.
- HAT MAGYAR NÉPDAL: Feldolgozások vonós kamarazenekarra. A Magyar Katolikus Rádió kamaraegyüttese Laczó Zoltán Vince vezényletével  Laczó Zoltán Vince honlapja (Hozzáférés: 2016. március 28.) (audió) arch